# موشچیبروده
موشچیبروده (به لاتین: Mościbrody) یک روستا در لهستان است که در گمینا ویشنگو واقع شده‌است. موشچیبروده ۲۲۷ نفر جمعیت دارد.